# Kon-Tiki
Il Kon-Tiki è la zattera usata dall'esploratore e scrittore norvegese Thor Heyerdahl nella sua spedizione nel 1947 attraverso l'Oceano Pacifico dal Sud America alle isole della Polinesia. Il battello fu così chiamato secondo un antico nome Inca del dio della pioggia (Kon). In seguito alla sua impresa, lo stesso nome fu dato come titolo del libro che Heyerdahl scrisse per descrivere la sua avventura.

## Lo scopo della spedizione
L'impresa del Kon Tiki fu progettata allo scopo di dimostrare che la colonizzazione della Polinesia poteva essere avvenuta, in epoca precolombiana, da popolazioni del Sud America.
A tale scopo l'imbarcazione fu costruita utilizzando materiali, metodi e tecnologie di tipo preistorico, ma come equipaggiamento, per meglio garantire la sopravvivenza e la riuscita della spedizione, furono utilizzati alcuni dispositivi e strumenti moderni, tra cui un apparecchio radio, orologi, carte, sestanti, coltelli, machete.

## Descrizione
La spedizione fu realizzata grazie a donazioni private e alla fornitura gratuita di alcune attrezzature e viveri (le razioni K) da parte dell'esercito statunitense. Le autorità peruviane contribuirono con la concessione di un'area nel porto situato nei pressi di Lima per la costruzione della zattera. I partecipanti alla spedizione si recarono in Perù per reperire i materiali necessari, per poi effettuare la costruzione utilizzando come legno la balsa, mentre per la tecnologia costruttiva si basarono sulle cronache redatte dai colonizzatori spagnoli.
Il viaggio iniziò il 28 aprile 1947; Heyerdahl e i cinque compagni di viaggio navigarono per 101 giorni attraverso l'Oceano Pacifico, fino a quando il 7 agosto del 1947 - dopo aver sfiorato altre due isole senza riuscire ad approdarvi - andarono a schiantarsi sulla barriera corallina di Raroia, nell'arcipelago delle Isole Tuamotu. Tutti i partecipanti all'impresa erano in buone condizioni di salute. Il Kon-Tiki originario, restaurato dopo il naufragio, è in esposizione al Kon-Tiki Museum di Oslo.

## Libro e film
Il libro che descriveva l'impresa fu un successo; la prima pubblicazione ebbe come titolo The Kon-Tiki Expedition: By Raft Across the South Seas (La spedizione del Kon Tiki, in zattera nei mari del Sud); poi ci fu una ristampa col titolo Kon-Tiki: Across the Pacific in a Raft. (Kon Tiki, attraverso il Pacifico su una zattera). La narrazione dell'impresa fu poi portata in pellicola, con l'aggiunta di filmati effettuati durante il viaggio e commenti degli altri membri dell'equipaggio, e l'opera vinse l'Oscar al miglior documentario nel 1952. Il film fu diretto da Thor Heyerdahl e montato da Olle Nordemar. L'impresa fu inoltre descritta in una serie TV The Kon-Tiki Man: The Life and Adventures of Thor Heyerdahl, diretta da Bengt Jonson.

## Equipaggio
Il Kon-Tiki ebbe sei componenti di equipaggio, cinque norvegesi ed uno (Bengt Danielsson) svedese.
- Thor Heyerdahl (1914–2002), capo spedizione.
- Erik Hesselberg (1914–1972), navigatore ed artista (fu lui a dipingere il volto del dio sulla vela).
- Bengt Danielsson (1921–1997), cuoco e cambusiere, sociologo interessato alle migrazioni umane, servì inoltre come interprete, soprattutto prima della partenza, essendo l'unico dell'equipaggio a parlare spagnolo.
- Knut Haugland (1917–2009) esperto radio, decorato dagli inglesi per azioni di guerra (incursioni marittime per bloccare la costruzione della bomba atomica da parte del Reich tedesco durante la seconda guerra mondiale).
- Torstein Raaby (1920–1964), trasmissioni radio. Guadagnò notorietà per aver agito come agente entro le linee tedesche durante la seconda guerra mondiale, le sue trasmissioni radio permisero di guidare i bombardieri alleati verso la nave da battaglia tedesca Tirpitz.
- Herman Watzinger (1910–1986), ingegnere esperto in misurazioni, registrò i dati meteo e idrografici della spedizione.

## Costruzione

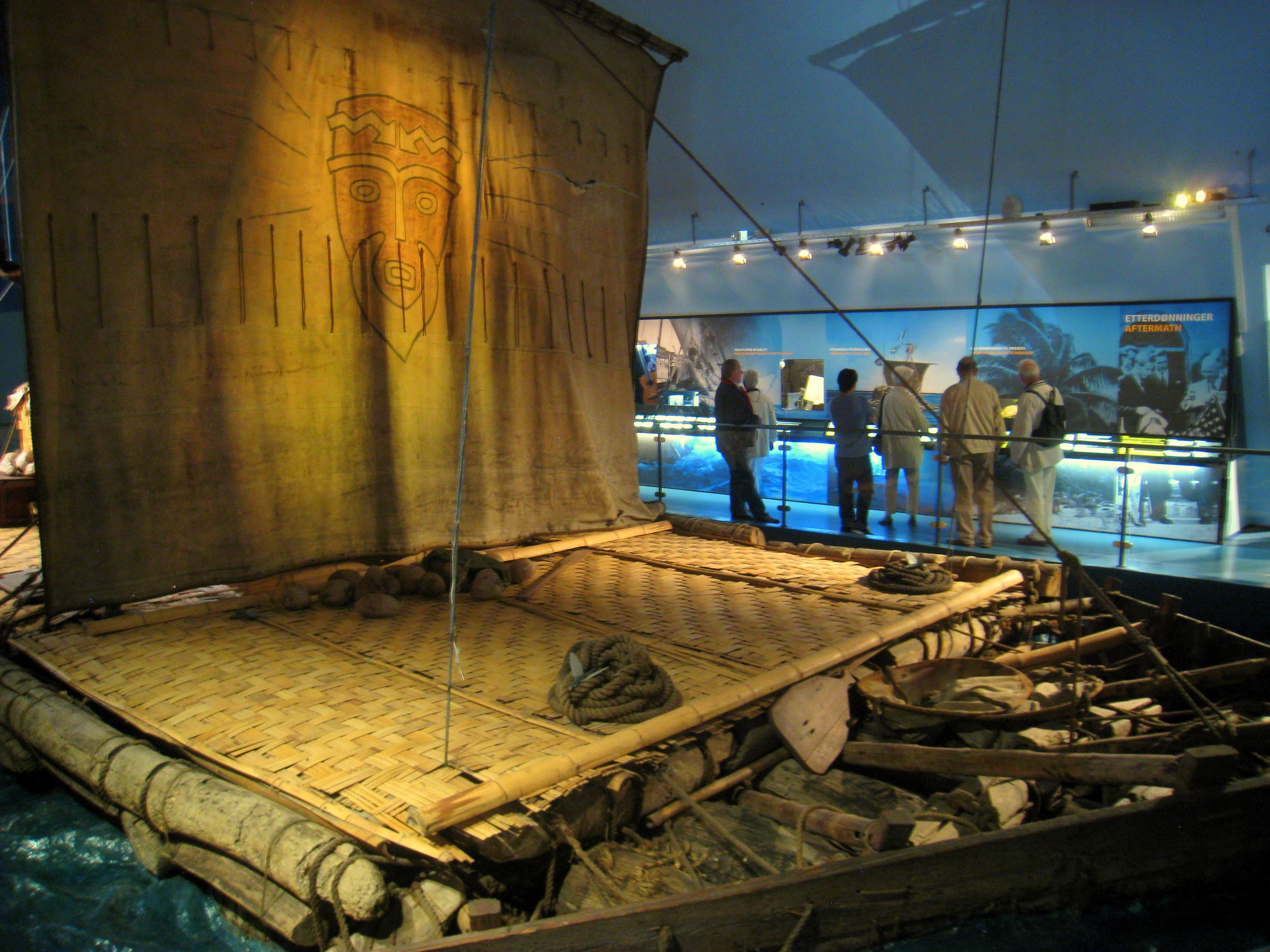
La zattera al museo di Oslo (Norvegia)

Il corpo principale - la base galleggiante della zattera - è costituito da nove tronchi di balsa accostati tra loro, lunghi fino a 14 metri per 60 cm di diametro. Questi tronchi sono accostati e fissati ai sovrastanti traversi, formati ancora da tronchi di totora lunghi 5,5 m, per 30 cm di diametro, spaziati tra loro di circa un metro.
I tronchi longitudinali e i traversi sono legati tra loro da robuste funi di canapa di 3 cm di diametro.
Tra i tronchi longitudinali sono presenti lunghe pale di legno che svolgono la funzione di deriva aggiuntiva, per meglio seguire la corrente marina.
L'albero in legno, in fusti di Mangrovia, è composto da più fusti uniti a costituire una forma ad "A" di circa 8,8 m di altezza, a poppa dell'albero è presente una cabina in bambù intrecciato, lunga 4,2 m e larga 2,4 m, coperta da un tetto di foglie di banano.
A poppa un lungo remo (circa 5,8 m) in legno di mangrovia - collocato tra pioli e brandeggiabile, con all'estremità una lama di legno di abete - funge da timone.
La grande vela quadra (4,6 x 5,5m) è fissata a un boma formato da un fascio di steli di bambù legati tra loro.
Le immagini fotografiche illustrano anche una piccola vela superiore alla grande, e anche una terza a poppa.
La zattera era coperta in parte, come piano di calpestio, da una stuoia composta da una fitta rete di fusti di legno intrecciati con bambù.

## Vettovaglie
Il Kon-Tiki aveva una riserva pari a quasi una tonnellata di acqua, trasportata in tubi ricavati dalle canne di bambù, e in altri piccoli serbatoi fissati alla zattera.
Come cibo aveva in dotazione circa 200 noci di cocco, patate dolci e altri frutti.
L'esercito americano fornì razioni da campo, scatolame e porzioni di sopravvivenza che non erano ancora stati sperimentati in condizioni di quel tipo; in cambio l'equipaggio del Kon-Tiki avrebbe dovuto fare un rapporto sulla dieta praticata.
Oltre alla dotazione di partenza l'equipaggio confidò sulle possibilità di pesca, oltre che sulla raccolta dell'acqua piovana nel corso degli sporadici acquazzoni. Tale fiducia ebbe un riscontro positivo, sia per la pesca che per i ricorrenti temporali.

## Comunicazioni
La spedizione rimase in contatto regolarmente con radioamatori americani, canadesi, e sudamericani, che a loro volta mantennero informata l'Ambasciata norvegese a Washington. La stazione radio di bordo aveva sigla LI2B.
Il successo di tali comunicazioni fu dovuto all'esperienza maturata dagli operatori Knut Haugland, LA3KY, e Torstein Raaby nella Seconda guerra mondiale come operatori di radio clandestine; il 5 agosto riuscirono a collegarsi con Oslo, distante 10000 miglia.
La spedizione era dotata di tre apparecchi radiotrasmittenti a tenuta d'acqua. Il primo operava su una lunghezza d'onda di 40 metri, un secondo di 20 metri ed il terzo di 6 metri.
Le radio, con la tecnologia allora in uso, erano apparecchi voluminosi e con tecnologia a valvole termoioniche 2E30, con una uscita in radiofrequenza di 10 Watt.
Come trasmettitore di emergenza usarono anche un trasmettitore tedesco Mark V del 1942.
L'energia per la trasmissione era erogata da batterie e da un generatore azionato a manovella.
La radioricevente del Kon Tiki era una National Radio Company NC-173.
L'equipaggio trasmetteva il messaggio "all well" (tutto bene) in modo da evitare inopportune attivazioni dei soccorsi in caso di altre interruzioni dei collegamenti radio.

## Il viaggio
Il Kon-Tiki salpò dal porto di Callao in Perù nel pomeriggio del 28 aprile 1947. La zattera fu inizialmente trainata in mare aperto a circa 50 miglia dalla costa dal rimorchiatore "Guardian Rios" della Marina Militare peruviana, con lo scopo di veicolare la zattera all'interno della Corrente di Humboldt che, nelle intenzioni della spedizione, doveva essere il motore principale della traversata nel Pacifico.
Il 30 luglio fu avvistato l'atollo di Puka-Puka, il 4 agosto ci fu un breve contatto con alcuni pescatori dell'isola di Angatau, ma le condizioni del mare e la pericolosità della barriera corallina non permisero l'approdo.
Il 7 agosto l'equipaggio tentò di raggiungere un isolotto dell'atollo di Raroia nell'arcipelago delle Tuamotu, ma la forza del mare infranse la zattera sulle scogliere coralline, provocando danni notevoli; il materiale fu poi portato in salvo sull'isola attraverso la laguna situata all'interno della barriera.
In 101 giorni la zattera aveva percorso circa 3 770 miglia marine (c. 6.890 km), con una velocità media di circa 1,5 nodi.
Dopo aver trascorso alcuni giorni in solitudine sull'isolotto, l'equipaggio fu raggiunto dagli abitanti delle isole vicine, dopo che alcuni pescatori indigeni avevano avvistato i rottami della zattera incastrati nella scogliera. I navigatori furono portati al villaggio dove ne fu festeggiato l'arrivo con canti e danze tradizionali. Al termine furono condotti a Tahiti dallo schooner francese “Tamara”, assieme al relitto della zattera che, grazie alle maree, era anch'esso entrato nella laguna.

## La Spedizione Tangaroa

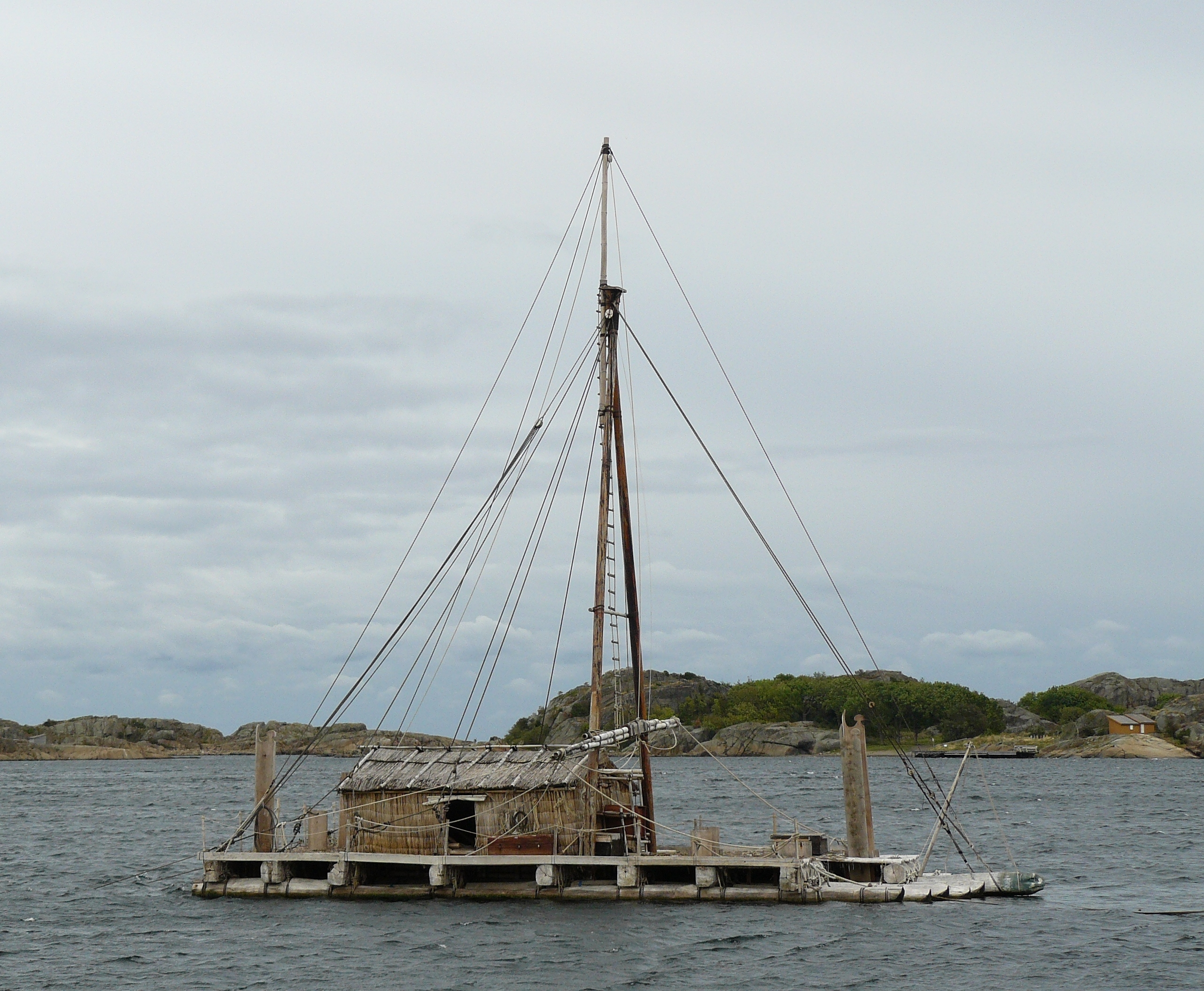
Il Tangaroa all'ancora

Il 28 aprile 2006 un equipaggio norvegese ha replicato l'impresa del Kon-Tiki con l'utilizzo di una nuova zattera, nominata Tangaroa, che prende nome dal dio del mare Tangaroa della tradizione dei Maori.
La spedizione del 2006 era incentrata sulle attività di ricerca, insegnamento e comunicazione. Il suo scopo quello di proseguire l'iniziativa di Thor Heyerdahl nello sperimentare le tecniche preistoriche di navigazione, di rinverdire la tradizione norvegese nelle lunghe traversate oceaniche e di effettuare ricerche sull'inquinamento marino.
La zattera Tangaroa fu costruita ancora una volta in Perù con legno di balsa, e i sei membri dell'equipaggio hanno navigato per 8500 km nel Pacifico verso la Polinesia, seguendo la rotta del Kon-Tiki. Il legname fu prelevato in Ecuador vicino alla città di Quevedo, più o meno negli stessi luoghi dove Thor Heyerdahl reperì il materiale nel 1947. I tronchi furono portati via corrente verso la città costiera di Guayaquil e, da qui, portati in Perù verso il porto marino di Callao nei pressi di Lima, dove fu costruita la zattera. Il 28 aprile l'imbarcazione era pronta per salpare dal Perù, con la speranza di raggiungere in cento giorni il porto a Tahiti.
Anche in questo caso la tecnologia costruttiva è stata quella utilizzata per gli antichi vascelli, ma la velatura fu relativamente più sofisticata, sia pure con vela quadra, in modo da permettere migliori andature.
La zattera era lunga 15 metri e larga 8, il resto della dotazione non era paragonabile a quella del Kon-Tiki, avendo moderni sistemi di navigazione e comunicazione, pannelli fotovoltaici, personal computer e collegamenti satellitari, oltre a un impianto per la desalinizzazione dell'acqua.
La spedizione aveva un proprio sito web e nell'equipaggio, guidato da Torgeir Higraff, era presente anche Olav Heyerdahl, nipote di Thor Heyerdahl. La spedizione si concluse con successo nel luglio del 2006.

## Filmografia
- Kon-Tiki, documentario del 1950, realizzato dallo stesso Thor Heyerdahl
- Kon-Tiki, film norvegese del 2012, diretto da Joachim Roenning ed Espen Sandberg